# Al-Duhail SC (handball)
La section de handball du Al-Duhail Sports Club est un club situé à Doha au Qatar et évoluant dans le Championnat du Qatar.
Le club est d'abord une section du Lekhwiya Sports Club fondée en 2012 avant de fusionner en avril 2017 avec l'El Jaish SC. 

## Palmarès
Compétitions internationales
- Ligue des champions d'Asie
  - Vainqueur (3) :  2015 (Lekhwiya) ; 2018, 2021 (Duhail)
  - Finaliste (2) :  2014 (Lekhwiya) ; ; 2017 (Duhail)

Compétitions nationales
- Championnat du Qatar
  - Vainqueur (4) : 2013 (Lekhwiya) ; 2018, 2021, 2022  (Duhail)
  - Deuxième (2) : 2016 (Lekhwiya), 2019 (Duhail)

## Personnalités liées au club
Parmi les joueurs ayant évolué au club, on trouve :
- / Youssef Benali
- / Rafael Capote
- / Hamad Madadi
- Marouène Maggaiez
- Heykel Megannem
- / Bertrand Roiné
- Siarhei Rutenka
- / Danijel Šarić
- Ólafur Stefánsson

Parmi les entraineurs du club, on trouve :
- Alain Portes : de janvier à mai 2019